# Deiphobe brevipennis
Deiphobe brevipennis är en bönsyrseart som beskrevs av Sjostedt 1930. Deiphobe brevipennis ingår i släktet Deiphobe och familjen Mantidae. Inga underarter finns listade i Catalogue of Life.